# Руденко, Николай Матвеевич
Николай Матвеевич Руденко (31 декабря 1907  [13 января 1908], Климовка, Кременский район — 26 сентября 1983, Рубежное, Ворошиловградская область) — советский военный политработник, инструктор по пропаганде 14-го Краснознамённого мотострелкового полка НКВД 21-й мотострелковой дивизии внутренних войск НКВД Северного фронта, старший политрук. Герой Советского Союза (26.08.1941).

## Биография
Родился 31 декабря 1907 года (13 января 1908 года) в селе Климовка, ныне Кременского района Луганской области Украины в семье шахтёра. После окончания семилетней школы работал кузнецом, затем секретарём сельсовета.
В Пограничных войсках ОГПУ СССР с 1929 года. В 1939 году окончил Высшую пограничную школу НКВД СССР. Участник советско-финской войны 1939—1940 годов.
Участник Великой Отечественной войны. Воевал на Центральном, Волховском и Закавказском фронтах.
Проявил героизм при обороне населённого пункта Хийтола, где «лично уничтожил 15 белофиннов-„кукушек“, будучи раненным, убил немецкого пулемётчика, захватил станковый пулемёт и огнём из него продолжал разить врага. Получив второе ранение, не оставил поля боя и при третьем ранении, истекая кровью, потерял сознание». Оказывая ему медицинскую помощь, отличился санинструктор красноармеец А. А. Кокорин.
Указом Президиума Верховного Совета СССР «О присвоении звания Героя Советского Союза начальствующему и рядовому составу войск НКВД СССР» от 26 августа 1941 года за «образцовое выполнение боевых заданий командования на фронте борьбы с германским фашизмом и проявленные при этом отвагу и геройство» удостоен звания Героя Советского Союза с вручением ордена Ленина и медали «Золотая Звезда».
В дальнейшем принимал участие в разведывательно-диверсионных операциях под Москвой, входил в состав группы, обеспечивающей безопасность Тегеранской конференции глав союзных держав.
Участник Парада Победы 24 июня 1945 года на Красной площади в Москве.
С 1946 года подполковник Руденко в запасе. Жил в городе Рубежное Луганской области Украины, работал на химкомбинате.
Скончался 26 сентября 1983 года.